# ووسکپار
ووسکپار (به ارمنی: Ոսկեպար) یک روستا در ارمنستان است که در استان تاووش واقع شده‌است.  در  کیلومتری شمال ایجوان، مرکز استان تاووش واقع شده است.

## خصوصیات
ووسکپار ۱۱٫۵۶۸۳ کیلومترمربع مساحت و ۸۱۸ نفر جمعیت دارد و ۸۵۰ متر بالاتر از سطح دریا واقع شده‌است.  در  کیلومتری شمال ایجوان، مرکز استان تاووش واقع شده است.